# Espagne byzantine
Vous lisez un « bon article » labellisé en 2020.
552/555–624
Entités précédentes :
- Royaume wisigoth

Entités suivantes :
- Royaume wisigoth

L’Espagne byzantine, appelée aussi Hispania voire Spania, est, dans le quart sud-est de la Péninsule Ibérique, une province de l'empire romain d'Orient qui a existé entre 552 et 624 : les spécialistes évoquent aussi la « période byzantine de la Bétique ». Issue de la reconquête de l'empereur Justinien et de son général Bélisaire, ses limites géographiques ont varié, et il n'est pas aisé de les délimiter précisément. Dans un premier temps, les Romains d'Orient profitent des dissensions dans la péninsule, notamment entre l'aristocratie wisigothe qui professe l'arianisme et les populations romanes qui adhèrent au christianisme nicéen, la province s'avère difficile à défendre pour les successeurs de Justinien, occupés en Orient et dans les Balkans : les Romains d'Orient se retrouvent sur la défensive. Progressivement, sous l'impulsion du roi wisigoth Léovigild, les Romains d'Hispanie perdent du terrain et le renoncement du roi Récarède Ier à l'arianisme diminue la motivation de leur présence. Abandonnée par le pouvoir impérial de Constantinople, l'Espagne byzantine est réduite à une mince bande côtière au début du VIIe siècle avant de disparaître vers 624, à l'exception des îles Baléares qui, grâce à la flotte impériale, restent dans l'orbite de l'Empire jusqu'à leur conquête par les Arabes d'Espagne en 902.
La présence byzantine en Espagne reste mal connue en raison de la rareté des sources, qu'elles soient archéologiques ou textuelles. La superficie de la province, variable, inclut les deux bastions de Malaga et de Carthagène. La réalité de la domination byzantine sur l'arrière-pays et l'existence d'une frontière militaire sont toujours en débat. Selon les historiens, les Byzantins ont pu s'avancer jusqu'à Cordoue et dans l'Algarve, et il apparaît relativement acquis que la province était dirigée par un maître des milices. Enfin, les interactions entre Wisigoths et Byzantins se manifestent dans l'influence des pratiques et de la culture byzantines auprès des souverains et du clergé orthodoxe d'Hispanie, même pendant la période où les dirigeants wisigoths furent ariens.

## Sources
Les sources qui permettent d'appréhender l'Espagne byzantine sont rares et parcellaires. L'archéologie n'a conservé que peu de vestiges de cette époque (principalement à Carthagène) et la numismatique ainsi que la sigillographie n'apportent que des informations ponctuelles sur ce territoire. Les sources écrites sont, elles aussi, avares en renseignements. Les auteurs byzantins mentionnent peu cette région de leur lointain occident, et les chroniqueurs de Justinien comme Procope de Césarée ou Agathias ne mentionnent même pas la conquête hispanique de leur empereur : seul Jordanès s'attarde quelque peu sur le sujet. Par conséquent, il faut se tourner vers les auteurs hispaniques, qui livrent un peu plus de détails sur l'Espagne byzantine, notamment Isidore de Séville ou Jean de Biclar, même si leurs récits manquent parfois de précision. Cete pénurie de sources explique le peu de certitudes des chercheurs et fonde l'affirmation d'Edward A. Thompson selon laquelle « la conquête de l'Espagne est le dernier et le plus obscur des épisodes de l'effort grandiose de Justinien de rétablir l'Empire romain dans ses frontières ».

## Contexte historique

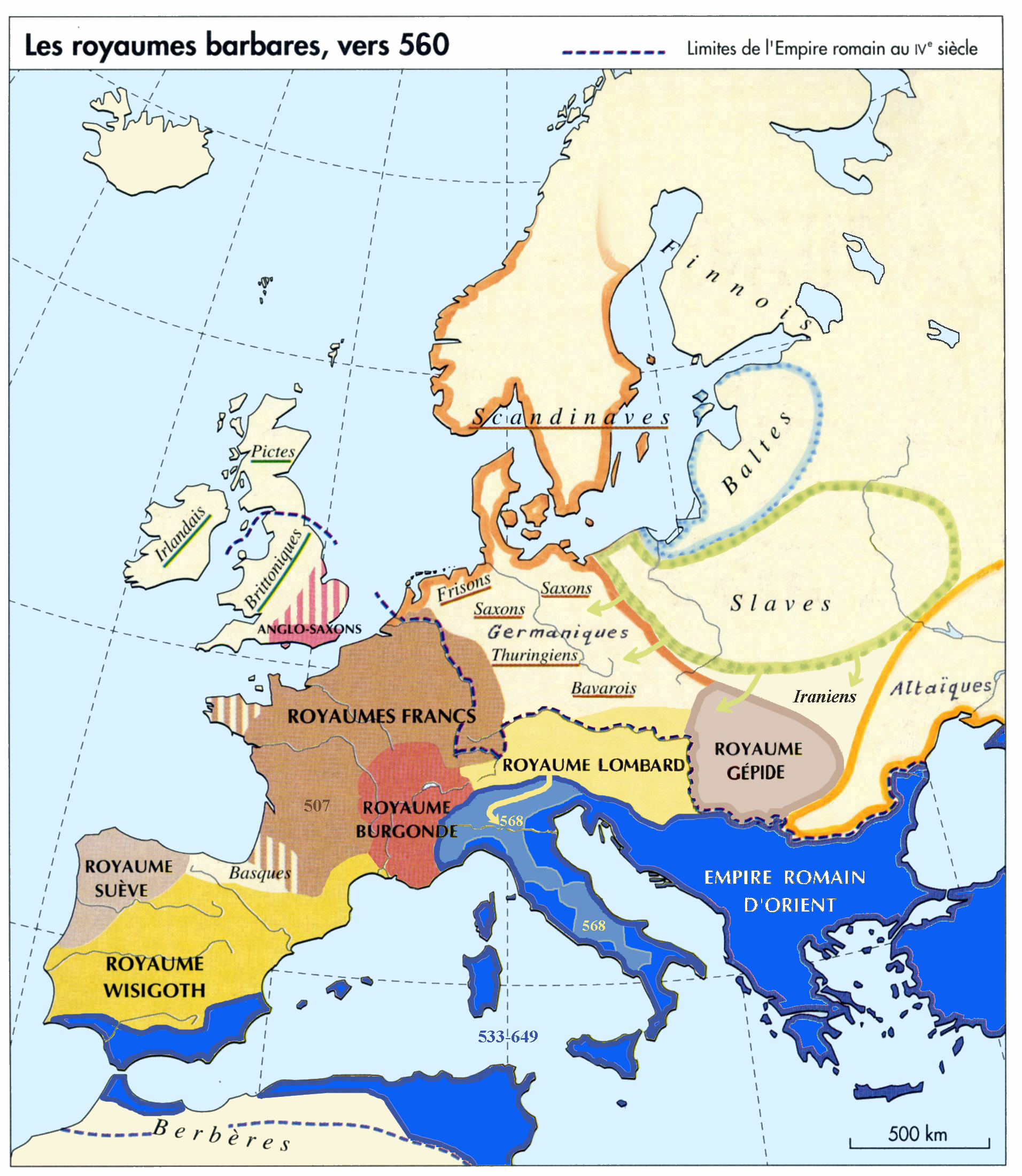
L'Empire romain d'Orient sous Justinien qui a reconquis la province de Spania.

Depuis les « invasions barbares », l'Espagne est occupée par le royaume wisigoth établi progressivement dans le courant du Ve siècle et converti au christianisme arien. Dans le même temps, l'Empire romain d'Occident a définitivement laissé, en 476, place aux royaumes germaniques. Toutefois, l'Empire romain d'Orient subsiste et l'un de ses empereurs, Justinien, décide de reconquérir les anciennes terres de l'Empire romain. Dans la perspective plus ou moins affirmée de reconstituer cet empire, ses armées débarquent en Afrique du Nord puis en Italie. Déjà, dans le cadre de ces guerres, le royaume wisigoth est indirectement concerné. Si le roi Theudis reste neutre et ne répond pas aux demandes d'aide des Vandales en Afrique, il profite de l'occasion pour s'emparer de Septem, sur la côte sud du détroit de Gibraltar, avant d'en être délogé par le général romain Bélisaire. Peu après, c'est la Guerre des Goths (535-553) en Italie qui agit comme un nouveau catalyseur. En 540, les Ostrogoths proclament comme roi Hildebad, le neveu de Theudis mais encore une fois, le souverain wisigoth reste à l'écart du conflit. Néanmoins, en 547, il profite de la mobilisation byzantine en Italie pour reprendre Septem. C'est le gouverneur d'Afrique, Jean Troglita, qui doit intervenir et envoyer trois unités de cavalerie reprendre la forteresse. Enfin, si les Wisigoths contrôlent une part notable de la péninsule Ibérique, leur emprise reste contestée, au nord-ouest par le royaume suève, au nord par les Vascons et, au sud, par les descendants des citoyens romains, restés dans l'obédience nicéenne et opposés à l'arianisme auquel adhèrent les souverains wisigoths de Tolède.

## Conquête de la Bétique

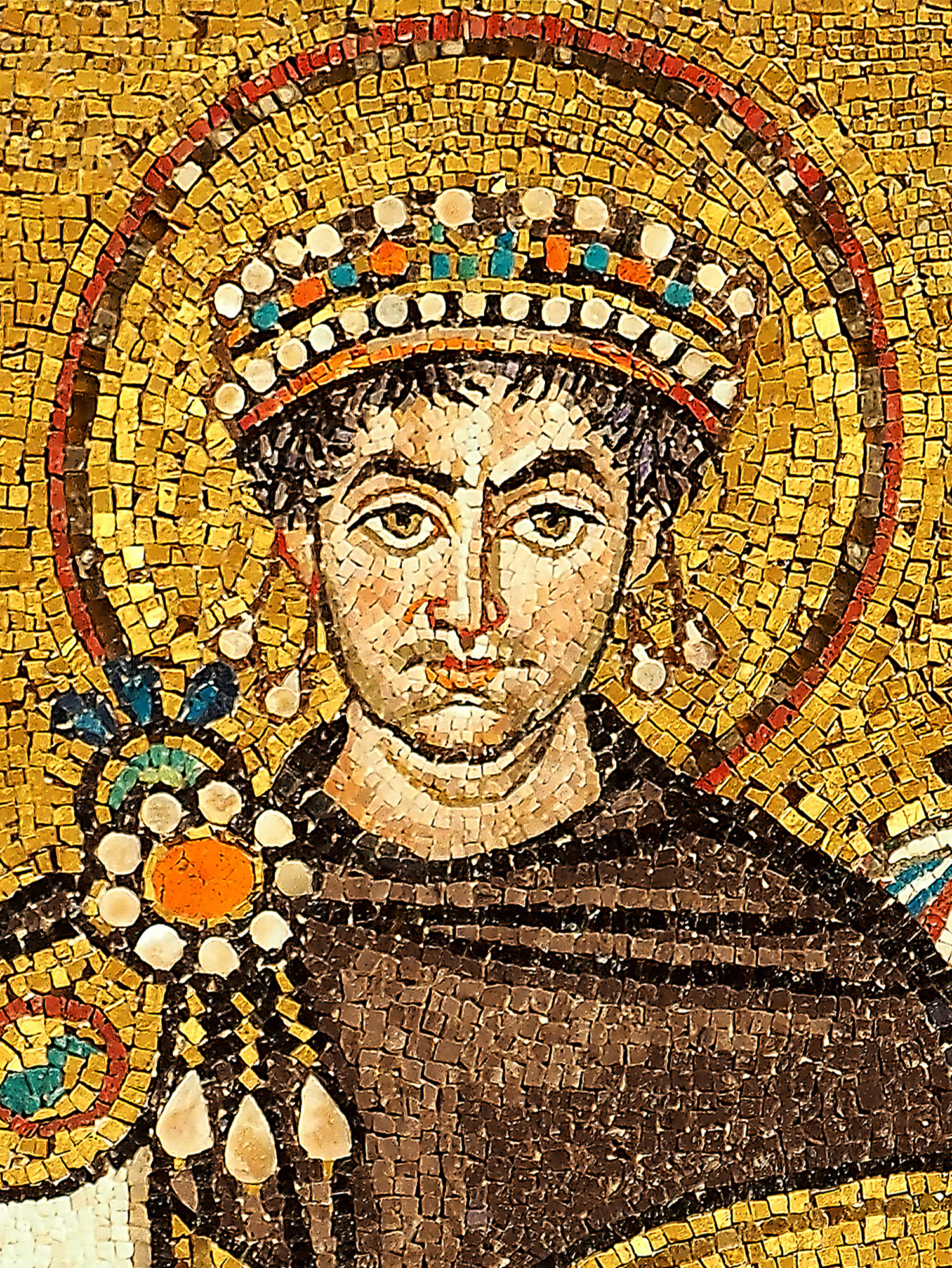
Mosaïque représentant Justinien dans la basilique Saint-Vital de Ravenne.

L'arrivée au pouvoir d'Agila Ier entraîne des troubles au sein du royaume wisigoth. Les Hispano-Romains lui sont opposés et rapidement, une révolte éclate, conduite par Athanagilde Ier au sud de la péninsule. Ce dernier affirme son attachement au christianisme nicéen, ce qui plaît à Justinien, fervent défenseur de la foi nicéenne issue des premiers conciles de l'Église et opposé à l'arianisme d'Agila. Justinien est alors encore aux prises avec les Ostrogoths en Italie mais vient de signer une trêve avec les Perses et peut donc intervenir en Hispanie. 
Pour soutenir Athanagild, il envoie en 552 une flotte expéditionnaire sous le commandement du patrice Libérius, alors âgé de plus de quatre-vingt ans. Selon Pierre Maraval, l'âge particulièrement avancé de ce général pourrait impliquer que Justinien ne souhaite pas soumettre l'ensemble de la péninsule ibérique, mais seulement profiter du contexte troublé pour y établir une sorte de tête de pont. Georges Tate estime que ce choix s'explique par la connaissance approfondie qu'a Libérius des affaires occidentales, étant donné qu'il a servi sous Théodoric en Italie et a été préfet du prétoire des Gaules.
Dans le cadre de la guerre entre Athanagild et Agila, les Romains d'Orient parviennent à s'emparer de la partie sud-est de la péninsule, correspondant grosso modo au sud de l'actuelle Andalousie, comprenant des cités comme Carthagène, Malaga voire Cordoue. Ces prises de possession s'établissent entre 552 et 555, avec peut-être une première expédition en 552 et une deuxième en 555. Toutefois, rapidement, les relations entre Athanagild, qui s'est emparé du trône, et ses alliés byzantins se dégradent. Dans les années qui suivent l'établissement des Romains d'Orient dans la péninsule, ces derniers tentent de poursuivre leur progression vers le nord, dans la région de la Sierra Morena, mais Athanagild parvient à les repousser. Néanmoins, la prise du sud de l'Espagne constitue la dernière et la plus occidentale des entreprises militaires de Justinien, d'autant plus réussie qu'elle n'a demandé qu'un investissement limité en hommes, navires et autres moyens. Si Warren Treadgold estime que l'ambition de Justinien est de reprendre l'ensemble de la péninsule, d'autres historiens comme Roger Collins en doutent, car rien n'indique que les troupes byzantines aient cherché à conquérir toute l'Espagne. Collins estime plutôt que la prise de la Bétique permet de sécuriser l'Afrique byzantine tout juste reprise et de consolider l'emprise impériale sur la mer Méditerranée,.
Il semble qu'un traité a été signé entre Athanagild et Justinien, formalisant la conquête byzantine sur une partie de la péninsule. Ce traité mentionné par le pape Grégoire le Grand quelques décennies plus tard. Le roi Récarède cherche donc à s'en procurer une copie, alors qu'il tente de définir une stratégie dans ses relations avec l'Empire d'Orient. Apparemment, aucune copie de cet accord n'a subsisté plus de quelques années. Selon Margarita Vallejo Girves, il aurait été conclu vers 555, au moment où les relations entre Justinien et Athanagild se dégradent. Pour Justinien, il aurait eu pour objectif de sécuriser les territoires acquis et pour Athanagild de stopper les velléités expansionnistes des Byzantins. Sans qu'il soit possible de connaître les stipulations de ce traité, il atteste de tensions entre Wisigoths et Byzantins.

## Extension géographique

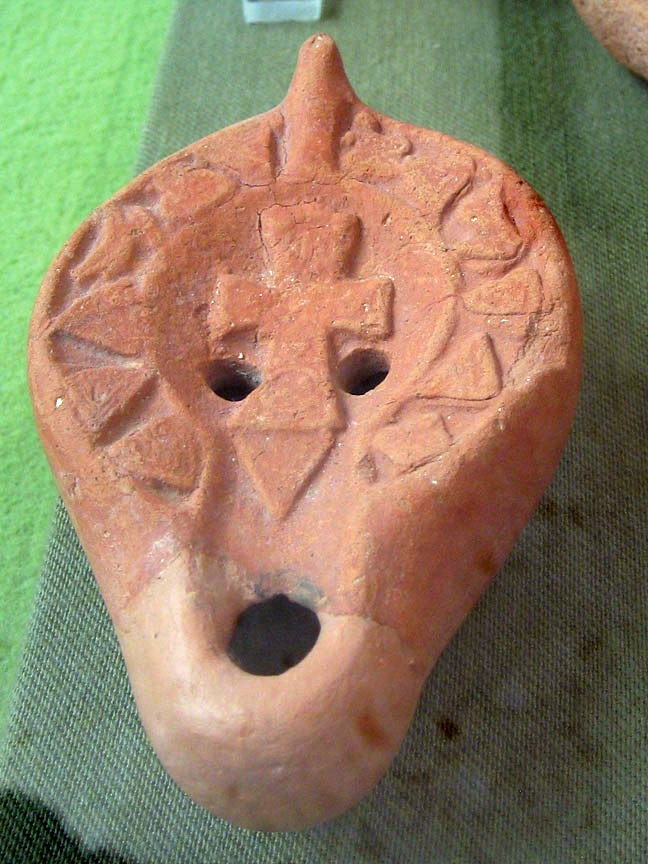
Lampe à huile byzantine retrouvée à Carthagène.

La province byzantine d'Hispanie est restée limitée à la côte sud et sud-est de la péninsule ibérique, et a reçu peu d'attention de la part du gouvernement impérial de Constantinople, en raison de son éloignement. Elle couvre certains des territoires des anciennes provinces romaines de la Carthaginoise et de la Bétique. La capitale de la province a pu se situer à Malaga ou à Carthagène. Des découvertes archéologiques récentes ont mis au jour des bâtiments byzantins à Carthagène, où étaient frappées des pièces de monnaie byzantines. C'est un port important qui favorise un bon contrôle de la Méditerranée occidentale et, si l'on en croit la Discriptio Hispaniae (document géographique peut-être élaboré à la demande des Byzantins) elle serait bien la capitale de la province.
Les deux cités portuaires sont les principaux points d'appui de la présence byzantine, tandis que l'arrière-pays reste en grande partie aux mains des Wisigoths. Parmi les villes certainement tenues par les Byzantins, on peut citer Medina-Sidonia jusqu'en 572, Basti, qui contrôle la route entre Malaga et Carthagène, ou encore Sagonte jusque vers 603-610,, ainsi que Dianium et Ilici. La cité fortifiée de Bicastrum est parfois citée comme byzantine, sans certitude. Paul Goubert s'appuie sur l'absence de certains évêques à des conciles wisigoths pour en déduire que les villes où ils résident sont byzantines, mais cela reste hypothétique, car il est possible qu'ils aient été absents pour raison purement religieuse, parce qu'ils étaient nicéens et non ariens. Toutefois si l'hypothèse de Goubert se vérifiait, la domination byzantine se serait étendue au moins de Carthagène à l'embouchure du Guadalquivir et peut-être au-delà. Ainsi, les villes d'Ossonoba (aujourd'hui Faro au Portugal) et de Lagos sont régulièrement incluses dans la province byzantine d'Espagne. Selon cette hypothèse, l'Algarve semble même avoir été le dernier réduit de la présence byzantine dans la péninsule. L'appartenance de la ville de Cordoue est plus discutée, mais il est possible qu'elle ait été byzantine jusqu'à sa reconquête par Léovigild en 572, auquel cas, elle a même pu être la capitale. D'autres historiens estiment qu'elle a vécu une période d'autonomie au milieu du VIe siècle et considèrent généralement qu'elle n'a pas connu de souveraineté byzantine directe,. En l'état actuel des connaissances, il est impossible de trancher. La ville de Séville (Hispalis) a parfois été considérée comme brièvement sous le contrôle des armées de Justinien, mais c'est une thèse de moins en moins admise. La cité n'en reste pas moins relativement autonome, puisqu'elle devient ensuite le cœur de la révolte d'Herménégilde.
L'idée d'un limes ou d'une série de fortifications protégeant la province a parfois été émise ; elle n'est pas, au XXIe siècle, solidement attestée par les sources ni par l'archéologie selon Gisela Ripoll Lopez qui estime qu'il est malavisé de parler de « frontière » car selon elle, l'Espagne byzantine se réduit à quelques enclaves autour de cités qui agissent comme points d'appui et qui sont en partie séparées du reste de la péninsule par les chaînes de montagne de l'arrière-pays,.
En revanche, la domination byzantine sur la côte sud du détroit de Gibraltar et la forteresse de Septem (aujourd'hui Ceuta), voire de Tingis (aujourd'hui Tanger), n'est pas mise en doute,. Les îles Baléares étaient également byzantines depuis la chute du royaume des Vandales. Après l'année 600, la domination byzantine en Hispanie ne comprend plus que les deux villes de Malaga et de Carthagène et les Baléares jusqu'à leur conquête par les Arabes d'Espagne en 902.

## Reconquête wisigothique

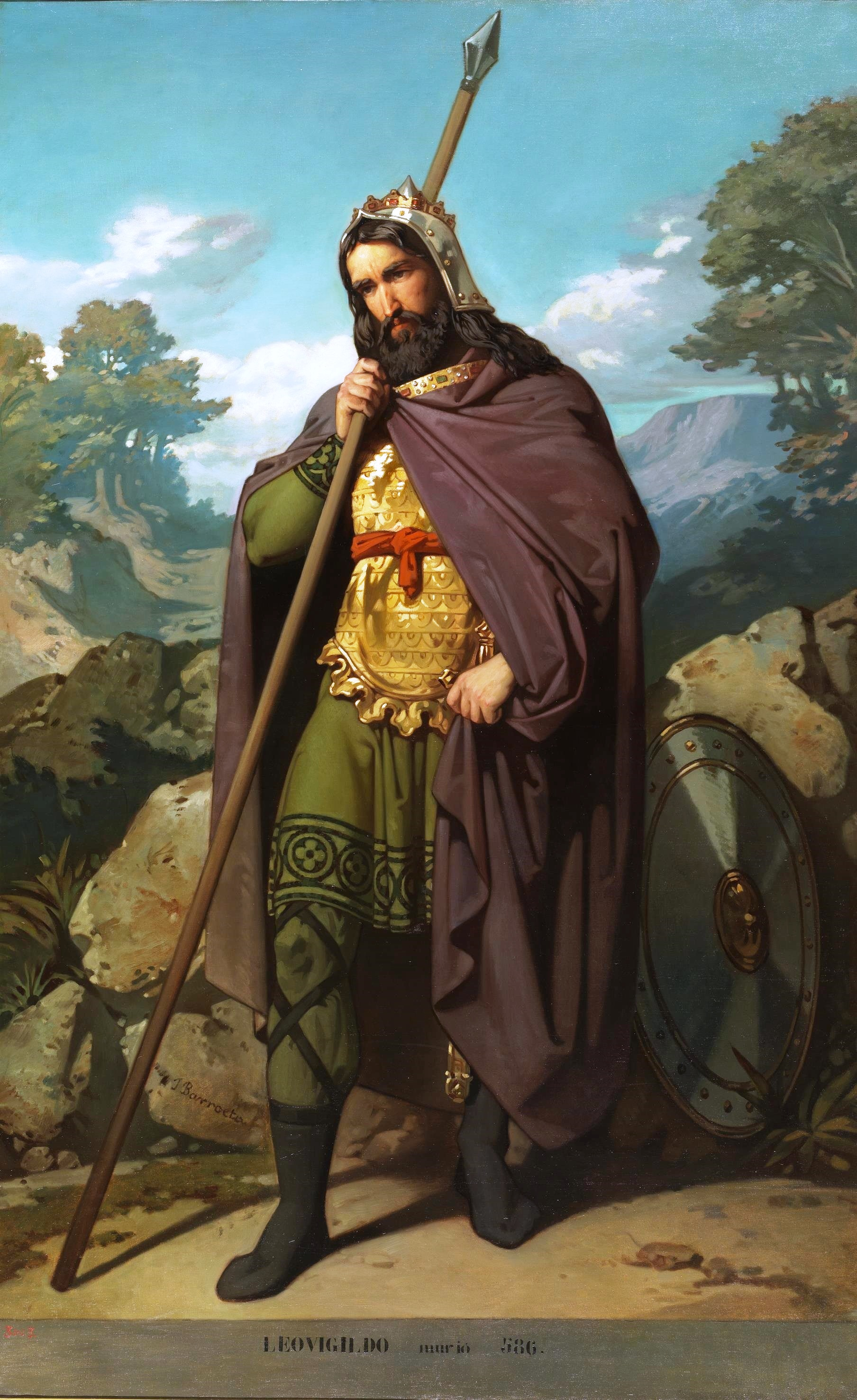
Portrait de Léovigild par Juan de Barroeta, tableau conservé au musée du Prado.

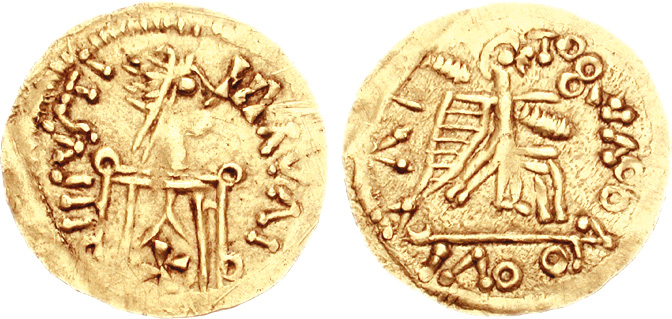
Monnaie wisigothe battue sous Léovigild et inspirée des pièces byzantines.

Péninsule ibérique vers 560, dont royaumes wisigoth et suève, et province romaine de Spania (en vert)

Si Justinien affirmait vouloir reconquérir les anciens territoires romains, Léovigild, successeur d'Athanagild, bien que se reconnaissant vassal de Justin II, successeur de Justinien en 565, ne tarde pas à vouloir lui aussi faire la « reconquête » wisigothe de la totalité de la péninsule ibérique, contre les Romains d'Orient au sud-Est, les Suèves au nord-ouest et les Vascons au nord. Pour les souverains wisigoths ariens, les Romains d'Orient nicéens continuent de représenter une menace dès lors que la moindre révolte de la population romane locale est susceptible de se tourner vers eux à la recherche de soutien. Après avoir vaincu les Suèves, le roi des Wisigoths s'attaque donc aux Romains d'Hispanie qu'il bat près de Malaga et de Baza avant de piller la région. En 571, il prend Medina-Sidonia grâce au ralliement de l'un de ses habitants, et son grand succès intervient l'année suivante, avec la reconquête de Cordoue, peut-être capitale de la province byzantine. Un traité de paix est alors conclu qui stabilise pour un temps les positions.
Dans le même temps, Léovigild accroît la persécution envers les nicéens, ce qui provoque des troubles internes dans son royaume. Herménégilde, fils de Léovigild, prend la tête d'une rébellion pro-nicéenne à Séville en 582 et il est fort probable qu'il ait essayé d'attirer dans son camp les Byzantins, adversaires de longue date de l'arianisme. Saint Léandre se rend à Constantinople, probablement pour requérir l'aide impériale, mais, tout en soutenant formellement Herménégilde, les Byzantins se tiennent à l'écart des troubles de la péninsule car ils sont alors en butte à des menaces extérieures pressantes, venant en Orient des Sassanides, en Italie des Lombards et dans les Balkans des Slaves et des Avars,. La cause d'Herménégilde est d'autant plus menacée que les Suèves conduits par Ariamir sont vaincus. En 584, Séville, alors le bastion de la rébellion, tombe aux mains de Léovigild, qui s'empare ensuite de Cordoue, dernier refuge d'Herménégilde, qui est exécuté en 585 ; son épouse Ingonde se réfugie chez les Byzantins mais périt en mer au cours du trajet vers Constantinople. Son fils Athanagild est élevé à la cour de l'empereur romain d'Orient Maurice.
En 586, la mort de Léovigild constitue un tournant puisque son successeur, Récarède, abandonne l'arianisme. Les Romains ne sont dès lors plus une menace pour les Wisigoths et ont moins de raisons de s'opposer aux Wisigoths, d'autant que Récarède, qui vient d'incorporer le royaume suève, se rapproche de la papauté, ce qui le rend légitime aux yeux de la population ibéro-romane. Ainsi, Récarède entretient des relations relativement cordiales avec Maurice et un traité de paix est signé entre les deux souverains, confirmant les possessions tant des Wisigoths que des Romains en Hispanie et prohibant toute conquête supplémentaire.
Ce statu quo ne survit pas à Récarède. À partir de l'an 600, les frontières byzantines sont assaillies de toutes parts tandis que la rébellion et la prise du pouvoir par Phocas en 602 à Constantinople entraînent des troubles internes qui fragilisent l'Empire. Les Wisigoths en profitent pour reprendre leur reconquête. Liuva II (601-603) confie à Wittéric le commandement d'une armée pour chasser les Romains de la péninsule. Si le général se détourne de cet objectif pour se révolter et s'emparer du pouvoir, il reprend rapidement la lutte contre les Byzantins. Tandis que Phocas se débat avec les complots contre lui et l'invasion des Sassanides, Wittéric prend quelques possessions dont Sagonte, sans parvenir à expulser les Byzantins. Son successeur Gundomar règne seulement deux ans, de 610 à 612. Selon Isidore de Séville, il combat les Romains et assiège une cité, mais sans préciser s'il reprend du terrain ou non.
Finalement, c'est Sisebut, sacré roi en 612, qui termine l'unification wisigothe de la péninsule ibérique. L'Empire byzantin est alors profondément fragilisé puisqu'il sort du règne troublé de Phocas entre 602 et 610, tandis que la guerre contre les Sassanides a repris, focalisant toutes les forces de l'Empire en Orient. Le gouverneur de l'Espagne byzantine, Césarius, est battu à deux reprises et perd probablement Malaga vers 615. Un accord est alors trouvé avant 617, qui ne laisse qu'un petit territoire sous le contrôle des Byzantins, ce à quoi Héraclius consent puisqu'il n'a pas le loisir de dépêcher des renforts sur place. La conquête wisigothe de la province byzantine s'achève sous le règne du roi Swinthila qui s'empare des dernières possessions impériales vers 624-625. L'Empire ne conserve dès lors que les Baléares. La date de la chute de Carthagène est imprécise et la cité semble avoir été largement détruite par les Wisigoths au moment de sa conquête, tandis que Paul Goubert estime que l'Algarve et les Baléares constituent les dernières possessions byzantines. Quoi qu'il en soit, Isidore de Séville célèbre alors Swinthila comme le premier souverain wisigoth à régner sur l'ensemble de la péninsule.
Aux alentours de l'année 700, une confrontation semble avoir lieu entre une flotte byzantine envoyée par Justinien II et les Wisigoths. Les détails manquent sur cette expédition, repoussée par un certain Théodemir sous le règne soit d'Égica (687-702), soit de Wittiza (702-710) ou des deux simultanément puisque Wittiza est co-souverain de 698 à 702. Il est possible que cet affrontement soit lié à la tentative byzantine de venir en aide à Carthage, alors assaillie par les Arabes, aux mains desquels la ville tombe en 698. En revanche, il est peu probable qu'il s'agisse d'une tentative impériale de reprendre pied dans la péninsule ibérique,.

### Septem et les Baléares
Le sort de Septem, souvent associé à l'Espagne byzantine, est flou. La forteresse est sûrement conservée par les Byzantins après 624, sans qu'il soit possible de dire jusqu'à quand. En 641, elle est encore byzantine puisque l'impératrice régente Martine y exile le sacellaire Philagrius. Un doute subsiste sur l'appartenance de Septem lorsque les Musulmans franchissent le détroit de Gibraltar en 711. Selon les sources de l'époque, le gouverneur de la ville, un dénommé comte Julien, aurait fourni un appui décisif aux envahisseurs. L'identité exacte de ce personnage demeure mystérieuse et il est difficile de savoir si la ville est alors encore byzantine, ou bien wisigothe, ou bien encore complètement indépendante,.
Quant aux îles Baléares, c'est le territoire ibérique à être resté sous domination byzantine durant la plus longue période. En 533, après la victoire byzantine lors de la guerre des Vandales, le général Bélisaire envoie son subordonné, Apollonaire, rétablir l'autorité romaine sur l'archipel, alors possession vandale depuis 113 ans, de même que la Corse et la Sardaigne. Apollonaire devient à cette occasion gouverneur des Baléares, rattachées à la province de Maurétanie Seconde qui inclut aussi l'Hispanie continentale byzantine et la région africaine de Septem. La fin de la domination byzantine en Espagne puis en Afrique avec la chute de Carthage en 698 aux mains des Arabes a isolé de plus en plus les Baléares, exposées aux raids maritimes musulmans. Les Byzantins ont peut-être détaché une flottille sur place pour défendre au mieux l'archipel, mais il apparaît que le contrôle impérial sur la région est de plus en plus lâche, de plus en plus nominal. Au début du IXe siècle, les insulaires font appel aux Carolingiens pour les défendre face aux incursions musulmanes.
Finalement, les Baléares sont incorporées à l'Espagne musulmane au tout début du Xe siècle, vers 902-903. La réalité de la souveraineté byzantine sur l'archipel lors des deux derniers siècles qui précèdent l'invasion musulmane a été contestée, malgré plusieurs sceaux du VIIIe siècle retrouvés à Majorque démontrant la continuité d'une administration impériale, avec l'exhumation de sceaux d'un dux du nom de Serge, d'un hypatos et d'un spathaire du nom de Sergius ou encore d'un hypatos du nom de Théodotos, peut-être identifiable au dux de Sardaigne du même nom. Les positions des historiens modernes oscillent entre un abandon pur et simple de l'archipel par les Byzantins, une forme de condominium wisigoth-byzantin et une très large autonomie des Baléares qui restent néanmoins dans l'orbite impériale. La rareté des vestiges archéologiques de cette période n'aide pas à trancher définitivement et le débat reste ouvert.

## L'administration

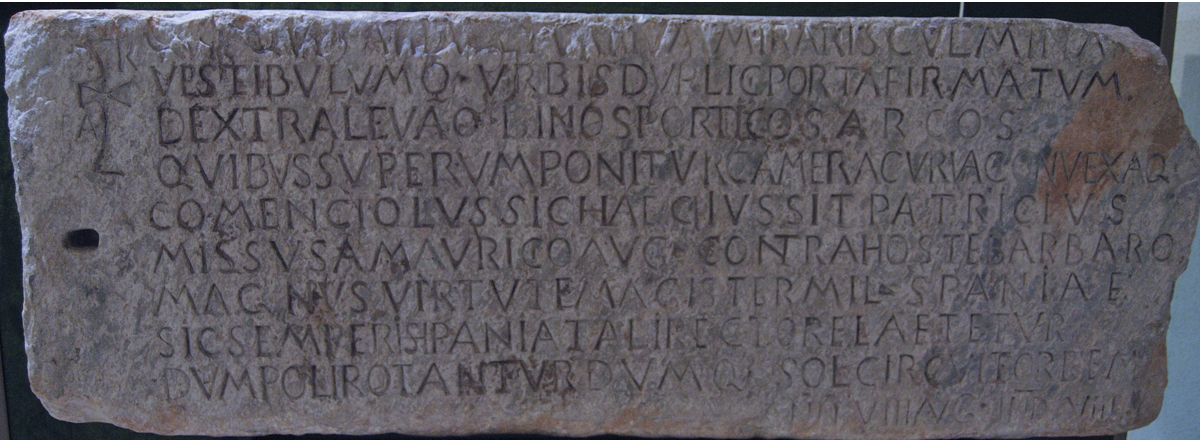
Vestige archéologique de Carthagène mentionnant le patrice Comentiolus. Le texte : Qui que vous soyez, admirez la hauteur remarquable de ces tours, l'entrée de la ville, fortifiée par une double porte, et, à droite et à gauche, les deux portiques et les arcs auxquels se superpose une chambre courbe et convexe. Le patrice Comentiolus, envoyé par l’empereur Maurice contre les barbares, fit ainsi toutes ces choses. Général de l’armée d’Hispanie, et grand par son courage, ainsi l’Hispanie se réjouira toujours pour un tel souverain, aussi longtemps que les pôles tournent et le soleil tourne autour de l’orbe [la Terre]. Année VIII d’Auguste. Indiction VIII. (années 589-590).

Les sources laissent apparaître que l'Espagne byzantine ne forme qu'une seule province, sous la direction d'un magister militum (maître des milices) pour l'Hispanie, rattaché à l'exarchat de Carthage. Ce maître des milices agit comme un gouverneur aux pouvoirs civils et militaires, dans le cadre de la volonté affirmée de Justinien de favoriser le cumul des compétences dans la plupart des provinces de l'Empire. Isidore de Séville indique la présence de deux patrices lors des dernières années de présence byzantine en Espagne, sans que cela suffise à dire que l'Espagne byzantine est divisée en deux provinces. Par ailleurs, cette référence est très évasive et difficilement vérifiable. Si la mention de l'office de magister militum intervient explicitement pour la première fois en 589, il existe probablement dès la conquête justinienne. Les gouverneurs connus sont les suivants :
- Libérius qui dirige l'expédition impériale en Espagne et meurt quelque temps après, apparemment après être revenu en Italie. Quelques historiens mettent en doute sa présence effective dans la péninsule[58] ;
- Un gouverneur anonyme mentionné par Grégoire de Tours en tant que praefectus imperatoris (préfet impérial) autour de 580. Il aurait été sollicité par Herménégilde pour lui apporter de l'aide. Il semble avoir eu des duces (ducs) sous son commandement et l'importance de son poste témoignerait de l'intérêt du pouvoir impérial pour la province, peut-être en lien avec les difficultés rencontrées par Léovigild du fait de la rébellion d'Herménégilde[59] ;
- Comentiolus est le deuxième gouverneur connu, à la fin des années 580, soit bien après la mort de Libèrius. Il lui est attribué la consolidation des fortifications de Carthagène. Il est généralement identifié au général Comentiolus qui sert contre les Sassanides, sans certitudes, voire avec Comitiolus, gouverneur de l'Espagne byzantine peu après[60],[61] ;
- Comitiolus est mentionné vers 600 avec le rang élevé de gloriosus. Il est accusé par deux évêques, dont de celui de Malaga, de les avoir dépossédés de leurs évêchés. Le pape Grégoire Ier envoie un enquêteur sur place. Il semble que Comitiolus soit toujours en poste en 603[62] ;
- Césaire ou Cesarius est un patrice contemporain du début du règne d'Héraclius, mais il est possible qu'il soit présent dans la région à l'époque du règne de Phocas, voire de Maurice. Il signe un traité de paix avec le roi Sisebut vers 615. Sa fonction exacte est indéterminée, il pourrait avoir été maître des milices d'Espagne ou carrément l'exarque d'Afrique puisqu'il intercède directement entre le roi wisigoth et l'empereur[63].

En dépit des incertitudes qui règnent sur l'identité des gouverneurs de l'Espagne byzantine, ils sont tous de rang élevé, généralement des patrices, ce qui atteste que malgré l'éloignement, la province avait une l'importance notable au sein de l'Empire.
D'autres personnages ont parfois été mentionnés, à tort, comme gouverneurs de l'Espagne byzantine. Il s'agit notamment de Narsès qui, après avoir achevé la conquête de l'Italie, aurait brièvement servi en Espagne, en 569-570, mais cette thèse est largement rejetée. De même, des chroniques mentionnent un certain Romanus, un général vainqueur des Svanes (suani en latin), peuple de la Svanétie du Caucase, confondu avec les Suèves (suevi en latin). Cette confusion a laissé croire, à tort, à une intervention byzantine contre ce peuple germanique qui occupe alors le nord du Portugal et le nord-ouest de l'Espagne actuelle,.

## Impact culturel et économique

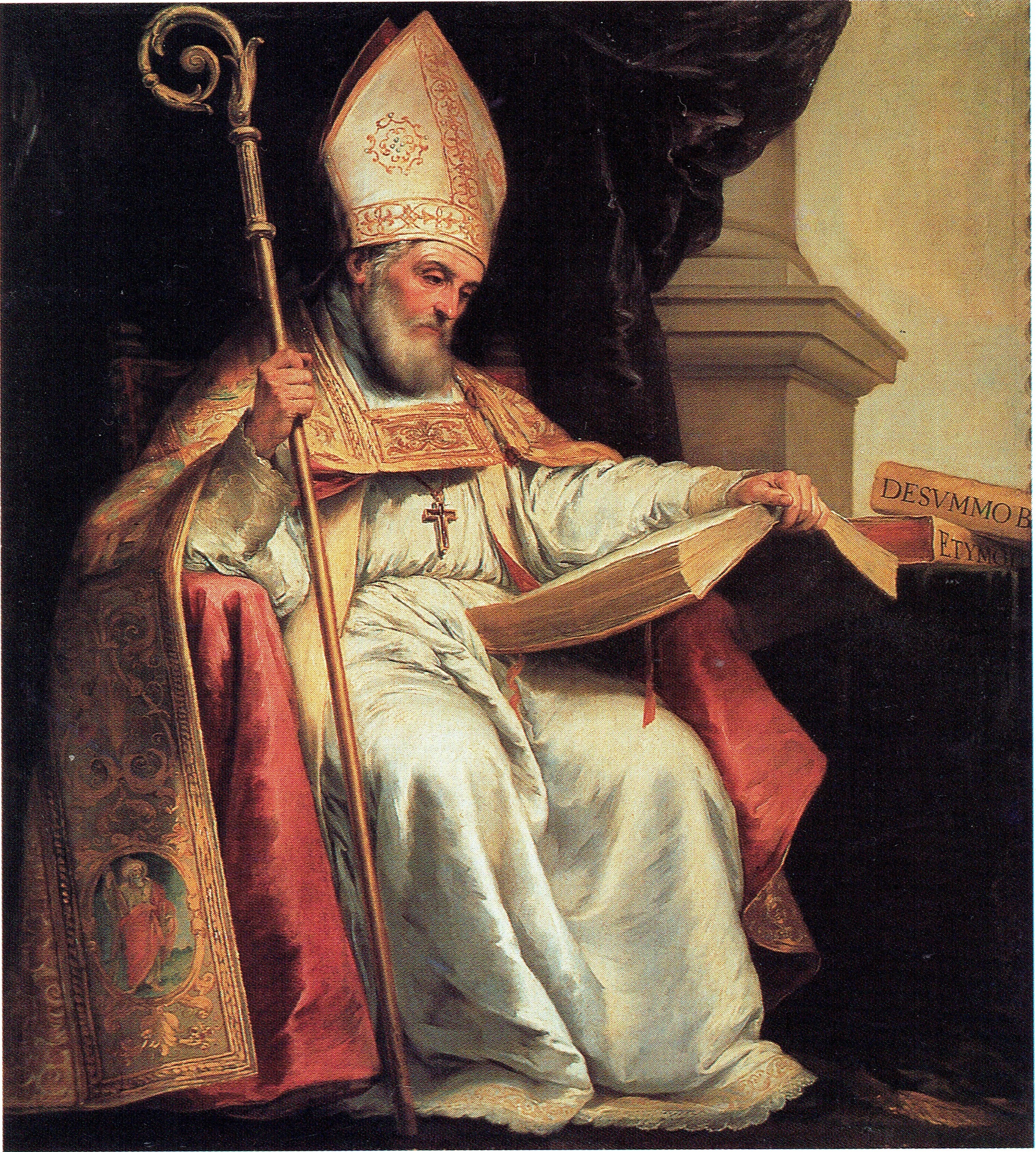
Isidore de Séville peint par Bartolomé Esteban Murillo au XVIIe siècle.

Même si la présence byzantine en Espagne a été chronologiquement et géographiquement limitée, et même si Constantinople n'a pas eu les moyens de développer cette province lointaine, son impact culturel en Hispanie n'est pas anodin. L'influence byzantine a probablement joué sur les pratiques royales wisigothes, qui se rapprochent de celles qui ont cours au sein de l'Empire. Léovigild adopte ainsi la pourpre impériale et bat des monnaies qui imitent celles des Byzantins. De plus, certains religieux nicéens éminents de la péninsule entretiennent des relations avec le monde byzantin, comme Jean de Biclar qui passe plusieurs années à Constantinople, de même que Léandre de Séville. Isidore de Séville, le frère de Léandre, figure comme l'une des principales illustrations du renouveau culturel de l'époque, tandis que l'influence byzantine semble même s'étendre jusqu'au nord-ouest de la péninsule avec la présence de Martin de Braga, originaire de l'Empire, dans le royaume suève. Tous peuvent alors prétendre à une bonne maîtrise du grec et transmettent des connaissances héritées de l'Antiquité. De plus, l'architecture byzantine en Hispanie ne se limite pas à la province impériale mais se diffuse dans toute la péninsule, et sera ultérieurement adoptée et transformée par les Arabes.
Enfin, les échanges commerciaux sont restés relativement denses puisque l'Hispanie continue de voir arriver des produits de l'ensemble du bassin méditerranéen jusqu'au milieu du VIIe siècle, provenant donc principalement d'autres régions dominées par les Romains d'Orient comme l'Italie ou l'Afrique du Nord,.